# Gasan Gadang
Gasan Gadang is een bestuurslaag in het regentschap Padang Pariaman van de provincie West-Sumatra, Indonesië. Gasan Gadang telt 4808 inwoners (volkstelling 2010).